# Sphaerodoridium fauchaldi
Sphaerodoridium fauchaldi är en ringmaskart som beskrevs av Hartmann-Schröder 1993. Sphaerodoridium fauchaldi ingår i släktet Sphaerodoridium och familjen Sphaerodoridae. Arten har ej påträffats i Sverige. Inga underarter finns listade i Catalogue of Life.